# 佩戈蒂海崖
佩戈蒂海崖（英語：Peggotty Bluff），是英國海外領土南喬治亞和南桑威奇群島的海崖，位於南喬治亞島，哈康國王灣附近，英國南極探險家歐內斯特·沙克爾頓在1916年在該海崖建立營地。